# Аимбетов, Сеитсултан Сулейменович
Сеитсултан Сулейменович Аимбетов (каз. Сейсұлтан Сүлейменұлы Айымбетов; род. 15 июля 1947, Сырдарьинский район, Кызылординская область, Казахская ССР, СССР) — казахстанский государственный и политический деятель.

## Биография
Сеитсултан Сулейменович Аимбетов Родился 15 июля 1947 года в совхозе Жетикульский Сырдарьинского района Кызылординской области.
После окончания семилетней школы им. А.С. Макаренко в Сырдарьинском районе Кызылординской области в 1961 году, продолжил учебу в школе-интернате им. Ю.А. Гагарина в г. Кызылорда.
В 1969 году окончил Алма-Атинский институт народного хозяйства по специальности Экономист-финансист.

## Трудовая деятельность
С 1969 по 1992 годы — Контролер-ревизор, старший, главный контролер-ревизор, начальник отдела, заместитель начальника управления, начальник главного бюджетного управления Министерства финансов Республики Казахстан.
С 1992 по 1994 годы — Председатель Комитета государственного финансового контроля при Кабинете Министров Республики Казахстан.
С 1994 по 1995 годы — Председатель Государственного комитета финансового контроля Республики Казахстан.
С октябрь 1995 по ноябрь 1996 годы — Министр социальной защиты населения Республики Казахстан.
С 1996 по 1997 годы — Первый заместитель Министра труда и социальной защиты Республики Казахстан.
С 1997 по 1998 годы — Советник АО «Казахстанаудит».
С 1998 по 2001 годы — Государственный инспектор организационно-контрольного отдела Администрации Президента Республики Казахстан. 
С 2001 по 2002 годы — Заместитель руководителя Канцелярии Премьер-министра Республики Казахстан.
С 31 января 2002 по 18 ноября 2002 годы — Вице-министр юстиции Республики Казахстан.
С 2002 по 2007 годы — Государственный инспектор Отдела государственного контроля и организационной работы Администрации Президента Республики Казахстан.

## Выборные должности, депутатство
С 2007 по 2012 годы — Депутат Мажилиса Парламента Республики Казахстан ІV созыва, Член комитета по финансам и бюджету; Председатель комитета по экономической реформе и региональному развитию Мажилиса Парламента Республики Казахстан (с 09.2010).
С 2012 по 2016 годы — Депутат Мажилиса Парламента Республики Казахстан V созыва, Председатель Комитета по экономической реформе и региональному развитию Мажилиса Парламента Республики Казахстан.

## Награды
- 2005 — Орден Курмет[1]
- 2011 — Орден Парасат[2]
- 2011 — Почётная грамота МПА ЕврАзЭС
- Медаль «10 лет независимости Республики Казахстан» (2001)
- Медаль «10 лет Астане» (2008)
- Медаль «10 лет независимости Республики Казахстан» (2011) и др.